# Yella Rottländer
Yella Rottländer, née en 1964, est une actrice de télévision et de cinéma et une costumière allemande.
Yella Rottländer est principalement connue pour ses apparitions dans plusieurs films de Wim Wenders, notamment pour avoir interprété, à l’âge de 9 ans, Alice dans son film Alice dans les villes. Elle est également apparue dans ses films La Lettre écarlate et Si loin, si proche !. Elle a joué Paulinchen dans la série télévisée allemande Paul et Paulinchen en 1976. En tant que costumière, son travail le plus connu concerne les costumes de Heimat 2.
Elle est mariée et est médecin depuis 2009. En 2014, elle obtient un doctorat de l'université technique de Munich avec une thèse sur l'utilisation de la reconstruction 3D dans le traitement des fibrillations auriculaires.